# Ateles belzebuth
El mono araña común (Ateles belzebuth), conocido también como macaco araña, maquisapa, marimona, marimonda o mono araña de vientre amarillo es una especie de la familia Atelidae propia de Brasil, Venezuela, Ecuador, Perú y Colombia.
Sus grupos se componen de unos 20 a 40 individuos. Su tamaño corporal va de los 45 a los 50 cm, se caracteriza por su pelaje amarillento en la región del vientre que contrasta con el pelaje oscuro del resto de su cuerpo, habita bosque lluviosos y bosque de galería, en el piedemonte llanero y la amazonia, es diurno y muy sociable, rara vez se encuentra solitario pues conviven en grupos de entre 16 y 40 individuos, son altamente frugívoros y aprovechan los frutos disponibles en el ambiente de acuerdo con la estación. Ateles belzebuth se encuentra amenazado principalmente por la caza para el consumo humano, y actualmente es clasificado en la Lista Roja de la UICN como especie en peligro.

## Taxonomía y filogenia
La especie fue descrita por É. Geoffroy en 1806. En 1944, Kellogg y Goldman, incluyeron al mono araña común junto al mono araña de cabeza negra (Ateles fusciceps), el mono araña de Geoffroy (Ateles geoffroyi) y el mono araña negro (Ateles paniscus) como las 4 especies del género. Siguiendo otro punto de vista defendido entre otros por Hershkovitz, considera que Ateles incluye a una sola especie, Ateles paniscus dejando a A. p. belzebuth como una subespecie . En 2005 Groves, basado en estudios de ADN, incluye 7 especies dentro del género, entre las cuales se halla Ateles belzebuth junto a Ateles paniscus, Ateles chamek, Ateles marginatus, Ateles fusciceps, Ateles geoffroyi y Ateles hybridus. De acuerdo a esta clasificación A. belzebuth no posee subespecies, sin embargo algunos autores consideran que incluye tres subespecies, A. b. belzebuth, A. b. chamek y A. b. marginatus, estas dos últimas elevadas al rango de especie por Groves.

## Descripción
El tamaño corporal del mono araña común va de los 45 a los 50 cm, con una cola prensil muy larga de unos 74 a unos 81 cm, tienen su cara desnuda y con piel negra, y en ocasiones menos pigmentada en alrededor de las órbitas y la región bucal. Usualmente tiene una raya de pelo blanco en el centro de la mejilla y que termina en la base de la oreja, presentan una mancha de color blanco-amarillento de forma triangular en su frente, la cual puede ocasionalmente presentar pelos más oscuros, los miembros anteriores, las manos, las patas y gran parte de la cola son usualmente de color negro, la punta de la cola puede ser amarilla o negra, aunque la parte inferior o ventral al igual que el resto de su vientre es de color entre amarillento y naranja. Sin embargo suelen presentarse variaciones individuales en muchos de estos rasgos de color.

## Distribución geográfica y hábitat
Ateles belzebuth se distribuye por el noreste de Perú, oriente de Ecuador, la Amazonia y Orinoquia colombianas al oriente de la cordillera Oriental, sur de Venezuela y noreste de Brasil. En Colombia, se ha registrado en el piedemonte llanero, y la cordillera Oriental desde la cuenca del río Upía (Casanare) hacia el sur, por la Serranía de la Macarena, desde el río Ariari hasta el piedemonte de la cordillera Oriental. Según parece se podrían encontrar poblaciones en los rebalses de los ríos Guaviare, Caquetá y posiblemente el Caquezá.
El mono araña común habita bosque lluviosos primarios y bosques de galería, y vive en los niveles superiores del bosque (dosel) y se ha encontrado esta especie hasta los 1.300 m s. n. m.

## Comportamiento
El mono araña común es altamente sociable y esta activo durante el día, usualmente viven en grupos de 16 a 40 individuos, dividiéndose en subgrupos para el forrajeo, todos los integrantes de un grupo defienden su territorio de los grupos adyacentes, sistema social algo inusual en los primates, pero también compartido por los sistemas sociales en chimpancés, este comportamiento es visto como una estrategia para acceder a los frutos de su territorio en particular.  Los rangos de territorio utilizados por los monos araña varían respecto al sexo (machos y hembras), ya que las hembras utilizan aéreas que abarcan solo partes del territorio establecido por el grupo, mientras que los machos utilizan zonas mucho más amplias, de manera que se superponen territorios tanto de machos como de hembras. En contraste con los patrones observados en otros monos araña, el rango de desplazamiento de las hembras se superponen considerablemente, lo que determina el poco uso de zonas exclusivas individualmente.

### Dieta
Los monos araña comunes son conocidos por ser altamente frugívoros, contando con una gran diversidad de frutos maduros, sin embargo actualmente ha surgido una controversia acerca de su clasificación como frugívoros especializados que eligen cierto tipo de frutas, por ejemplo aquellas ricas en lípidos, o frugívoros generalistas, ya que tienden a consumir los frutos más disponibles en el ambiente característico. Sin embargo Stevenson y Link (2009), demostraron que esta especie es generalista, ya que no se especializa en el consumo de ciertos frutos, aunque también pueden consumir semillas, hojas jóvenes, miel, pedazos de madera, orugas y termitas. Por su gran consumo de frutos y hojas, es común la práctica de la geofagia en esta especie, aunque aún no se han definido los beneficios exactos que trae esta práctica.

### Reproducción
Las hembras alcanzan su estado adulto alrededor de los 4 a 5 años, época en la cual empiezan a presentarse los primeros ciclos sexuales. La gestación es de 226 a 232 días en el mono araña de Geoffroy y posiblemente similar en el mono araña común, al igual que la postura para la copula, ya que es dorso-ventralmente mientras que la pareja se encuentra sentada. Las hembras paren una cría cada dos a 4 años, y la duración de la gestación va de los 210 a los 225 días 8,9. La copula es iniciada por la hembras, al igual que se observa en otras especies de Ateles, es probable que este patrón de copula conduzca a altos niveles de selección por parte de las hembras y reducción de la agresividad de los machos. Los recién nacidos tienen una estrecha relación con la madre hasta los 3 o 4 meses de vida. En cautiverio la esperanza de vida es de 30 a 40 años como se observa en otras especies de mono araña.

## Predadores
La principal amenaza es la caza por parte del hombre, y por cosecha de frutos y alimentos útiles para este, además de esto también existen zonas de minería dentro de su rango lo que ha generado la pérdida de hábitat. Por otro lado se reportan casos de predación del mono araña común por parte de jaguares, pumas, boas y anacondas, probablemente por el gran tamaño corporal de este mono araña.

## Conservación
Ateles belzebuth es la especie de mono araña que se encuentra más amenazada en la Amazonia colombiana, figura en el apéndice II de la CITES y está clasificada como especie en peligro de extinción en la Lista Roja de la UICN (2008). Una de las mejores poblaciones en Colombia está amenazada por la creciente colonización establecida alrededor del área protegida en el Parque nacional natural Sierra de La Macarena. Sin embargo existe una gran cantidad de áreas protegidas en Brasil, Perú, Ecuador, el resto de Colombia y Venezuela en las cuales subsiste la especie.

### Investigación
Según Defler y Bueno es prioridad:
- 1- Establecer la distribución geográfica aun mal conocida al oriente de la Cordillera de los Andes.
- 2- Aclarar la relación ecológica entre A. belzebuth y Lagothrix lagothricha y cómo influye el factor Lagothrix en la distribución de A. belzebuth.
- 3- Evaluar las poblaciones y proteger de la cacería para estimar el efecto de la caza por los colonos, que los cazan como carne de monte particularmente en el este de la sierra de la Macarena.